# Taskovići
Taskovići (en serbe cyrillique : Тасковићи) est un village de Serbie situé dans la municipalité de Gadžin Han, district de Nišava. Au recensement de 2011, il comptait 297 habitants.

## Démographie
| 1948 | 1953 | 1961 | 1971 | 1981 | 1991 | 2002 | 2011 |
| ---- | ---- | ---- | ---- | ---- | ---- | ---- | ---- |
| 859  | 824  | 706  | 531  | 434  | 403  | 403  | 297  |

|  |